# AEX index
Indicele AEX, derivat din indicele Amsterdam Exchange, este un indice bursier compus din companii olandeze care tranzacționează pe Euronext Amsterdam, cunoscut anterior ca Bursa din Amsterdam. Înființat în 1983, indicele este compus din maximum 25 dintre cele mai des tranzacționate titluri la bursă. Este unul dintre principalii indici naționali ai grupului bursier Euronext, alături de BEL20 al Euronext Bruxelles, ISEQ 20 al Euronext Dublin, PSI-20 al Euronext Lisabona, indicele OBX de la Bursa de Valori din Oslo și CAC 40 al Euronext Paris.